# Campeonato de Wimbledon 2013
El Campeonato de Wimbledon 2013 se disputó entre el 24 de junio y el 7 de julio de 2013 sobre pistas de césped del All England Lawn Tennis and Croquet Club, ubicado en Wimbledon, Reino Unido. Esta fue la 127.ª edición del Campeonato de Wimbledon y el tercer torneo de Grand Slam de 2013. Consistió de eventos para jugadores profesionales individuales, dobles y dobles mixtos, además de eventos para jugadores júnior y de silla de ruedas, así como para jugadores retirados en dobles invitados.
Roger Federer y Serena Williams eran los campeones defensores en los eventos individuales, pero fueron incapaces de defender el título. Federer fue eliminado en segunda ronda por Sergiy Stajovski y Williams en la cuarta ronda por Sabine Lisicki. Siendo la primera vez desde 1927 en que ambos campeones defensores fueron eliminados antes de los cuartos de final.

## Puntos y premios

### Distribución de puntos

#### Séniors
| Evento               | G    | F    | SF  | CF  | Ronda de 16 | Ronda de 32 | Ronda de 64 | Ronda de 128 | Q  | Q3 | Q2 | Q1 |
| Individual masculino | 2000 | 1200 | 720 | 360 | 180         | 90          | 45          | 10           | 25 | 16 | 8  | 0  |
| Dobles masculino     | 2000 | 1200 | 720 | 360 | 180         | 90          | 0           | —            | 25 | —  | —  | —  |
| Individual femenino  | 2000 | 1400 | 900 | 500 | 280         | 160         | 100         | 5            | 60 | 50 | 40 | 2  |
| Dobles femenino      | 2000 | 1400 | 900 | 500 | 280         | 160         | 5           | —            | 48 | —  | —  | —  |

| Evento | G   | F   | SF  | CF  |
| Dobles | 800 | 500 | 375 | 100 |

| Evento               | G   | F   | SF  | CF  | Ronda de 16 | Ronda de 32 | Q  | Q3 |
| Individual masculino | 375 | 270 | 180 | 120 | 75          | 30          | 25 | 20 |
| Individual femenino  | 375 | 270 | 180 | 120 | 75          | 30          | 25 | 20 |
| Dobles masculino     | 270 | 180 | 120 | 75  | 45          | —           | —  | —  |
| Dobles femenino      | 270 | 180 | 120 | 75  | 45          | —           | —  | —  |

### Premios
| Evento                     | G          | F        | SF       | CF       | Ronda de 16 | Ronda de 32 | Ronda de 64 | Ronda de 128 | Q3      | Q2    | Q1    |
| Individual                 | £1 600 000 | £800 000 | £400 000 | £205 000 | £105 000    | £63 000     | £32 000     | £23 500      | £12 000 | £6000 | £3000 |
| Dobles *                   | £300 000   | £150 000 | £75 000  | £37 500  | £20 000     | £12 000     | £7750       | —            | —       | —     | —     |
| Dobles mixto *             | £92 000    | £46 000  | £23 500  | £10 500  | £5200       | £2600       | £1300       | —            | —       | —     | —     |
| Dobles en silla de ruedas* | £8500      | £5000    | £3250    | £2250    | —           | —           | —           | —            | —       | —     | —     |
| Dobles (invitación)*       | £20 000    | £17 000  | £14 000  | £13 000  | £12 000     | —           | —           | —            | —       | —     | —     |

* Por equipo

## Actuación de los jugadores en el torneo
Individual masculino
| Campeón                        | Campeón                   | Finalista              | Finalista                  |
| ------------------------------ | ------------------------- | ---------------------- | -------------------------- |
| Andy Murray [2]                | Andy Murray [2]           | Novak Đoković [1]      | Novak Đoković [1]          |
| Semifinalistas                 |                           |                        |                            |
| Juan Martín del Potro [8]      | Juan Martín del Potro [8] | Jerzy Janowicz [24]    | Jerzy Janowicz [24]        |
| Eliminados en cuartos de final |                           |                        |                            |
| David Ferrer [4]               | Tomáš Berdych [7]         | Luckasz Kubot          | Fernando Verdasco          |
| Eliminados en cuarta ronda     |                           |                        |                            |
| Tommy Haas [13]                | Bernard Tomic             | Ivan Dodig             | Andreas Seppi [23]         |
| Adrian Mannarino               | Jürgen Melzer             | Kenny de Schepper      | Mijaíl Yuzhny [20]         |
| Eliminados en tercera ronda    |                           |                        |                            |
| Jérémy Chardy [28]             | Feliciano López           | Richard Gasquet [9]    | Kevin Anderson [27]        |
| Alexandr Dolgopolov [26]       | Igor Sijsling             | Kei Nishikori [12]     | Grega Žemlja               |
| Benoît Paire [25]              | Dustin Brown [Q]          | Nicolás Almagro [15]   | Sergiy Stajovski           |
| Ernests Gulbis                 | Juan Mónaco [22]          | Viktor Troicki         | Tommy Robredo [32]         |
| Eliminados en segunda ronda    |                           |                        |                            |
| Bobby Reynolds                 | Jan-Lennard Struff [Q]    | Paul-Henri Mathieu     | Jimmy Wang [Q]             |
| Go Soeda [Q]                   | James Blake               | Michal Przysiezny [Q]  | Daniel Brands              |
| Roberto Bautista Agut          | Santiago Giraldo          | Milos Raonic [17]      | Denis Kudla [Q]            |
| Leonardo Mayer                 | Michaël Llodra            | Grigor Dimitrov [29]   | Jesse Levine               |
| Steve Darcis                   | Stéphane Robert [Q]       | John Isner [18]        | Lleyton Hewitt             |
| Guillaume Rufin                | Radek Štepánek            | Julian Reister [Q]     | Roger Federer [3]          |
| Jo-Wilfried Tsonga [6]         | Julien Benneteau [31]     | Rajeev Ram             | Marin Čilić [10]           |
| Andrey Kuznetsov               | Vasek Pospisil            | Nicolas Mahut [WC]     | Yen-Hsun Lu                |
| Eliminados en primera ronda    |                           |                        |                            |
| Florian Mayer                  | Steve Johnson             | Blaž Kavčič            | Ryan Harrison              |
| Gilles Simon [19]              | Ričardas Berankis         | Wayne Odesnik          | Dmitry Tursunov            |
| Marcel Granollers              | Andreas Haider-Maurer     | Thiemo de Bakker       | Sam Querrey [21]           |
| Olivier Rochus (LL)            | Philipp Petzschner        | Daniel Gimeno-Traver   | Martin Kližan              |
| Martin Alund                   | Teimuraz Gabashvili (Q)   | Horacio Zeballos       | Gastão Elias               |
| Carlos Berlocq                 | Alex Kuznetsov (Q)        | James Duckworth (Q)    | Philipp Kohlschreiber [16] |
| Matthew Ebden (WC)             | Aljaž Bedene              | Jarkko Nieminen        | Denis Istomin              |
| Simone Bolelli                 | Michael Russell           | Guido Pella            | Albert Ramos               |
| Rafael Nadal [5]               | Igor Andreev              | Alejandro Falla        | Adrian Ungur               |
| Yevgueni Donskoi               | Pablo Andújar             | Guillermo García-López | Stanislas Wawrinka [11]    |
| Jürgen Zopp                    | Marinko Matosevic         | Matt Reid (Q)          | Kyle Edmund (WC)           |
| Fabio Fognini [30]             | Lukáš Rosol               | Rogério Dutra da Silva | Victor Hănescu             |
| David Goffin                   | Édouard Roger-Vasselin    | Xavier Malisse         | Tobias Kamke               |
| Bastian Knittel (Q)            | Lukáš Lacko               | Paolo Lorenzi          | Marcos Baghdatis           |
| Janko Tipsarević [14]          | Albert Montañés           | Marc Gicquel           | Robin Haase                |
| Alex Bogomolov Jr.             | Jan Hájek                 | James Ward (WC)        | Benjamin Becker            |

Individual femenino
| Campeona                       | Campeona                | Finalista                      | Finalista                      |
| ------------------------------ | ----------------------- | ------------------------------ | ------------------------------ |
| Marion Bartoli                 | Marion Bartoli          | Sabine Lisicki                 | Sabine Lisicki                 |
| Semifinalistas                 |                         |                                |                                |
| Agnieszka Radwanska [4]        | Agnieszka Radwanska [4] | Kirsten Flipkens [20]          | Kirsten Flipkens [20]          |
| Eliminadas en cuartos de final |                         |                                |                                |
| Kaia Kanepi                    | Li Na [6]               | Sloane Stephens [17]           | Petra Kvitová [8]              |
| Eliminadas en cuarta ronda     |                         |                                |                                |
| Serena Williams [1]            | Laura Robson            | Tsvetana Pironkova             | Roberta Vinci [11]             |
| Mónica Puig                    | Karin Knapp             | Carla Suárez Navarro [19]      | Flavia Pennetta                |
| Eliminadas en tercera ronda    |                         |                                |                                |
| Kimiko Date-Krumm              | Samantha Stosur [14]    | Marina Erakovic                | Alison Riske [WC]              |
| Madison Keys                   | Petra Martić            | Dominika Cibulková [18]        | Klára Zakopalová [32]          |
| Eva Birnerová [Q]              | Petra Cetkovská [Q]     | Camila Giorgi                  | Michelle Larcher de Brito [Q]  |
| Yekaterina Makarova [25]       | Eugenie Bouchard        | Vesna Dolonc                   | Alizé Cornet [29]              |
| Eliminadas en segunda ronda    |                         |                                |                                |
| Caroline Garcia [Q]            | Alexandra Cadantu       | Yelena Vesniná                 | Olga Puchkova                  |
| Mariana Duque-Marino [Q]       | Shuai Peng [24]         | Urszula Radwanska              | Angelique Kerber [7]           |
| Mathilde Johansson             | Mona Barthel [30]       | Barbora Záhlavová-Strýcová [Q] | Karolína Plíšková              |
| Jana Čepelová                  | María Teresa Torró Flor | Annika Beck                    | Simona Halep                   |
| Silvia Soler Espinosa          | Lesia Tsurenko          | Andrea Petkovic [WC]           | Caroline Wozniacki [9]         |
| Christina McHale               | Sorana Cirstea [22]     | Lucie Šafárová [27]            | María Sharápova [3]            |
| Yaroslava Shvedova             | Garbine Muguruza        | Mirjana Lučić-Baroni           | Ana Ivanovic [12]              |
| Jelena Jankovic [16]           | Bojana Jovanovski       | Su-Wei Hsieh                   | Victoria Azarenka [2]          |
| Eliminadas en primera ronda    |                         |                                |                                |
| Mandy Minella                  | Jie Zheng               | Carina Witthöft (Q)            | Tamira Paszek [28]             |
| Francesca Schiavone            | Andrea Hlaváčková       | Arantxa Rus                    | Anna Karolína Schmiedlová (LL) |
| Maria Kirilenko [10]           | Julia Görges            | Ayumi Morita                   | Anabel Medina Garrigues        |
| Romina Oprandi [31]            | Mallory Burdette        | Tara Moore (WC)                | Bethanie Mattek-Sands          |
| Yvonne Meusburger (Q)          | Timea Babos             | Heather Watson                 | Monica Niculescu               |
| Anastasiya Pavliuchenkova [21] | Magdaléna Rybáriková    | Anna Tatishvili                | Nadia Petrova [13]             |
| Chanelle Scheepers             | Kristýna Plíšková       | Irina-Camelia Begu             | Maria Elena Camerin            |
| Daniela Hantuchová             | Nina Bratchikova        | Olga Govortsova                | Michaëlla Krajicek (PR)        |
| Sara Errani [5]                | Misaki Doi              | Lara Arruabarrena              | Varvara Lepchenko [26]         |
| Jamie Hampton                  | Pauline Parmentier      | Donna Vekić                    | Estrella Cabeza Candella       |
| Elina Svitolina                | Alexa Glatch            | Samantha Murray (WC)           | Stefanie Vögele                |
| Lauren Davis                   | Lucie Hradecká (WC)     | Melanie Oudin                  | Kristina Mladenovic            |
| Coco Vandeweghe                | Kiki Bertens            | Anne Keothavong (WC)           | Johanna Larsson                |
| Lourdes Domínguez Lino         | Sofia Arvidsson         | Galina Voskoboeva (Q)          | Virginie Razzano (Q)           |
| Johanna Konta (WC)             | Yanina Wickmayer        | Alja Tomljanović (Q)           | Yulia Putintseva               |
| Vania King (LL)                | Tatjana Maria           | Elena Baltacha (WC)            | Maria João Koehler             |

## Sumario

### Día 1 (24 de junio)
- Cabezas de serie eliminados:
  - Individual masculino:  Fabio Fognini [30],  Janko Tipsarević [14],  Rafael Nadal [5],  Stanislas Wawrinka [11]
  - Individual femenino:  Sara Errani [5],  Varvara Lepchenko [26]
- Orden de juego

| Partidos en canchas principales  | Partidos en canchas principales | Partidos en canchas principales | Partidos en canchas principales |
| Partidos en la Cancha Principal  | Partidos en la Cancha Principal | Partidos en la Cancha Principal | Partidos en la Cancha Principal |
| Evento                           | Ganador                         | Perdedor                        | Resultado                       |
| -------------------------------- | ------------------------------- | ------------------------------- | ------------------------------- |
| Individual masculino - 1.ª ronda | Roger Federer [3]               | Victor Hănescu                  | 6–3, 6–2, 6–0                   |
| Individual femenino - 1.ª ronda  | María Sharápova [3]             | Kristina Mladenovic             | 7–6(7–5), 6–3                   |
| Individual masculino - 1.ª ronda | Andy Murray [2]                 | Benjamin Becker                 | 6–4, 6–3, 6–2                   |
| Individual femenino - 1.ª ronda  | Garbiñe Muguruza                | Anne Keothavong                 | 6–4, 6–0                        |
| Partidos en la Cancha No. 1      |                                 |                                 |                                 |
| Evento                           | Ganador                         | Perdedor                        | Resultado                       |
| Individual femenino - 1.ª ronda  | Victoria Azarenka [2]           | Maria João Koehler              | 6–1, 6–2                        |
| Individual masculino - 1.ª ronda | Steve Darcis                    | Rafael Nadal [5]                | 7–6(7–4), 7–6(10–8), 6–4        |
| Individual masculino - 1.ª ronda | Lleyton Hewitt                  | Stanislas Wawrinka [11]         | 6–4, 7–5, 6–3                   |
| Partidos en la Cancha No. 2      |                                 |                                 |                                 |
| Evento                           | Ganador                         | Perdedor                        | Resultado                       |
| Individual femenino - 1.ª ronda  | Ana Ivanović [12]               | Virginie Razzano [Q]            | 7–6(7–1), 6–0                   |
| Individual masculino - 1.ª ronda | Marin Čilić [10]                | Marcos Baghdatis                | 6–3, 6–4, 6–4                   |
| Individual masculino - 1.ª ronda | Jo-Wilfried Tsonga [6]          | David Goffin                    | 7–6(7–4), 6–4, 6–3              |
| Individual femenino - 1.ª ronda  | Petra Kvitová [8]               | Coco Vandeweghe                 | 6–1, 5–7, 6–4                   |

### Día 2 (25 de junio)
- Cabezas de serie eliminados:
  - Individual masculino:  Philipp Kohlschreiber [16] (retiro),  Sam Querrey [21],  Gilles Simon [19]
  - Individual femenino:  María Kirilenko [10],  Tamira Paszek [28],  Romina Oprandi [31] (retiro),  Nadezhda Petrova [13],  Anastasiya Pavliuchénkova [21]
- Orden de juego

| Partidos en canchas principales  | Partidos en canchas principales | Partidos en canchas principales | Partidos en canchas principales |
| Partidos en la Cancha Principal  | Partidos en la Cancha Principal | Partidos en la Cancha Principal | Partidos en la Cancha Principal |
| Evento                           | Ganador                         | Perdedor                        | Resultado                       |
| -------------------------------- | ------------------------------- | ------------------------------- | ------------------------------- |
| Individual femenino - 1.ª ronda  | Serena Williams [1]             | Mandy Minella                   | 6–1, 6–3                        |
| Individual masculino - 1.ª ronda | Novak Đoković [1]               | Florian Mayer                   | 6–3, 7–5, 6–4                   |
| Individual masculino - 1.ª ronda | David Ferrer [4]                | Martín Alund                    | 6–1, 4–6, 7–5, 6–2              |
| Partidos en la Cancha No. 1      |                                 |                                 |                                 |
| Evento                           | Ganador                         | Perdedor                        | Resultado                       |
| Individual masculino - 1.ª ronda | Juan Martín del Potro [8]       | Albert Ramos                    | 6–2, 7–5, 6–1                   |
| Individual femenino - 1.ª ronda  | Laura Robson                    | María Kirilenko [10]            | 6–3, 6–4                        |
| Individual masculino - 1.ª ronda | Tomáš Berdych [6]               | Martin Kližan                   | 6–3, 6–4, 6–4                   |
| Individual femenino - 1.ª ronda  | Sabine Lisicki [23]             | Francesca Schiavone             | 6–1, 6–2                        |
| Partidos en la Cancha No. 2      |                                 |                                 |                                 |
| Evento                           | Ganador                         | Perdedor                        | Resultado                       |
| Individual femenino - 1.ª ronda  | Madison Keys                    | Heather Watson                  | 6–3, 7–5                        |
| Individual masculino - 1.ª ronda | Tommy Haas [13]                 | Dmitri Tursúnov                 | 6–3, 7–5, 7–5                   |
| Individual masculino - 1.ª ronda | Richard Gasquet [9]             | Marcel Granollers               | 6–7(2–7), 6–4, 7–5, 6–4         |
| Individual femenino - 1.ª ronda  | Agnieszka Radwańska [4]         | Yvonne Meusburger               | 6–1, 6–1                        |

### Día 3 (26 de junio)
- Cabezas de serie eliminados:
  - Individual masculino:  John Isner [18] (retiro),  Jo-Wilfried Tsonga [6] (retiro),  Marin Čilić [10] (retiro),  Julien Benneteau [31],  Roger Federer [3]
  - Individual femenino:  Victoria Azarenka [2] (retiro),  Caroline Wozniacki [9],  Ana Ivanović [12],  Lucie Šafářová [27],  María Sharápova [3],  Jelena Janković [16],  Sorana Cîrstea [22]
- Orden de juego

| Partidos en canchas principales  | Partidos en canchas principales | Partidos en canchas principales | Partidos en canchas principales   |
| Partidos en la Cancha Principal  | Partidos en la Cancha Principal | Partidos en la Cancha Principal | Partidos en la Cancha Principal   |
| Evento                           | Ganador                         | Perdedor                        | Resultado                         |
| -------------------------------- | ------------------------------- | ------------------------------- | --------------------------------- |
| Individual femenino - 2.ª ronda  | Flavia Pennetta                 | Victoria Azarenka [2]           | Retiro                            |
| Individual femenino - 2.ª ronda  | Eugénie Bouchard                | Ana Ivanović [12]               | 6–3, 6–3                          |
| Individual masculino - 2.ª ronda | Ernests Gulbis                  | Jo-Wilfried Tsonga              | 3–6, 6–3, 6–3, retiro             |
| Individual masculino - 2.ª ronda | Sergiy Stajovski                | Roger Federer [3]               | 6–7(5–7), 7–6(7–5), 7–5, 7–6(7–5) |
| Partidos en la Cancha No. 1      |                                 |                                 |                                   |
| Evento                           | Ganador                         | Perdedor                        | Resultado                         |
| Individual masculino - 2.ª ronda | Fernando Verdasco               | Julien Benneteau [31]           | 7–6(7–1), 7–6(7–4), 6–4           |
| Individual masculino - 2.ª ronda | Andy Murray [2]                 | Lu Yen-hsun                     | 6–3, 6–3, 7–5                     |
| Individual femenino - 2.ª ronda  | Petra Kvitová [8]               | Yaroslava Shvédova              | Retiro                            |
| Individual femenino - 2.ª ronda  | Vesna Dolonc                    | Jelena Janković [16]            | 7–5, 6–2                          |
| Partidos en la Cancha No. 2      |                                 |                                 |                                   |
| Evento                           | Ganador                         | Perdedor                        | Resultado                         |
| Individual masculino - 2.ª ronda | Dustin Brown [Q]                | Lleyton Hewitt                  | 6–4, 6–4, 6–7(3–7), 6–2           |
| Individual femenino - 2.ª ronda  | Petra Cetkovská [Q]             | Caroline Wozniacki [9]          | 6–2, 6–2                          |
| Individual femenino - 2.ª ronda  | Michelle Larcher de Brito [Q]   | María Sharápova [3]             | 6–3, 6–4                          |
| Individual masculino - 2.ª ronda | Kenny de Schepper               | Marin Čilić [10]                | Retiro                            |
| Individual femenino - 2.ª ronda  | Kirsten Flipkens [20]           | Bojana Jovanovski               | 6–4, 6–4                          |

### Día 4 (27 de junio)
- Cabezas de serie eliminados:
  - Individual masculino:  Milos Raonic [17]
  - Individual femenino:  Mona Barthel [30],  Peng Shuai [24]
  - Dobles femenino:  Anastasiya Pavliuchenkova /  Lucie Šafářová [9],  Chan Hao-ching /  Anabel Medina Garrigues [15]
- Orden de juego

| Partidos en canchas principales  | Partidos en canchas principales          | Partidos en canchas principales          | Partidos en canchas principales |
| Partidos en la Cancha Principal  | Partidos en la Cancha Principal          | Partidos en la Cancha Principal          | Partidos en la Cancha Principal |
| Evento                           | Ganador                                  | Perdedor                                 | Resultado                       |
| -------------------------------- | ---------------------------------------- | ---------------------------------------- | ------------------------------- |
| Individual masculino - 2.ª ronda | Juan Martín del Potro [8]                | Jesse Levine                             | 6–2, 7–6(9–7), 6–3              |
| Individual femenino - 2.ª ronda  | Agnieszka Radwańska [4]                  | Mathilde Johansson                       | 6–1, 6–3                        |
| Individual masculino - 2.ª ronda | Novak Đoković [1]                        | Bobby Reynolds [Q]                       | 7–6(7–2), 6–3, 6–1              |
| Partidos en la Cancha No. 1      |                                          |                                          |                                 |
| Evento                           | Ganador                                  | Perdedor                                 | Resultado                       |
| Individual femenino - 2.ª ronda  | Serena Williams [1]                      | Caroline Garcia [Q]                      | 6-3, 6-2                        |
| Individual masculino - 2.ª ronda | Richard Gasquet [9]                      | Go Soeda [Q]                             | 6–0, 6–3, 6–7(5–7), 6–3         |
| Individual masculino - 2.ª ronda | David Ferrer [4] vs Roberto Bautista     | David Ferrer [4] vs Roberto Bautista     | Cancelado por lluvia            |
| Partidos en la Cancha No. 2      |                                          |                                          |                                 |
| Evento                           | Ganador                                  | Perdedor                                 | Resultado                       |
| Individual femenino - 2.ª ronda  | Sabine Lisicki [23]                      | Yelena Vesnina                           | 6-3, 6-1                        |
| Individual masculino - 2.ª ronda | Tomáš Berdych [6]                        | Daniel Brands                            | 7-6(8-6), 6-4, 6-2              |
| Individual femenino - 2.ª ronda  | Marina Erakovic                          | Peng Shuai [24]                          | 7-6(8-6), 6-2                   |
| Individual femenino - 2.ª ronda  | Laura Robson vs Mariana Duque Mariño [Q] | Laura Robson vs Mariana Duque Mariño [Q] | Cancelado por lluvia            |

### Día 5 (28 de junio)
- Cabezas de serie eliminados:
  - Individual masculino:  Nicolás Almagro [15],  Grigor Dimitrov [29],  Tommy Robredo [32]
  - Individual femenino:  Angelique Kerber [7],  Alizé Cornet [29]
- Orden de juego

| Partidos en canchas principales  | Partidos en canchas principales                                     | Partidos en canchas principales                                     | Partidos en canchas principales |
| Partidos en la Cancha Principal  | Partidos en la Cancha Principal                                     | Partidos en la Cancha Principal                                     | Partidos en la Cancha Principal |
| Evento                           | Ganador                                                             | Perdedor                                                            | Resultado                       |
| -------------------------------- | ------------------------------------------------------------------- | ------------------------------------------------------------------- | ------------------------------- |
| Individual femenino - 2.ª ronda  | Laura Robson                                                        | Mariana Duque Mariño [Q]                                            | 6-4, 6-1                        |
| Individual masculino - 3.ª ronda | Jerzy Janowicz [24]                                                 | Nicolás Almagro [15]                                                | 7-6(8-6), 6-3, 6-4              |
| Individual masculino - 3.ª ronda | Andy Murray [2]                                                     | Tommy Robredo [32]                                                  | 6-2, 6-4, 7-5                   |
| Partidos en la Cancha No. 1      |                                                                     |                                                                     |                                 |
| Evento                           | Ganador                                                             | Perdedor                                                            | Resultado                       |
| Individual masculino - 2.ª ronda | David Ferrer [4]                                                    | Roberto Bautista                                                    | 6-3, 3-6, 7-6(7-4), 7-5         |
| Individual femenino - 3.ª ronda  | Petra Kvitová [8] vs Yekaterina Makárova [25]                       | Petra Kvitová [8] vs Yekaterina Makárova [25]                       | 6-3, 2-6 Suspendido             |
| Individual masculino - 3.ª ronda | Viktor Troicki vs Mijaíl Yuzhny [20]                                | Viktor Troicki vs Mijaíl Yuzhny [20]                                | Cancelado                       |
| Partidos en la Cancha No. 2      |                                                                     |                                                                     |                                 |
| Evento                           | Ganador                                                             | Perdedor                                                            | Resultado                       |
| Individual femenino - 2.ª ronda  | Kaia Kanepi                                                         | Angelique Kerber [7]                                                | 3-6, 7-6(8-6), 6-3              |
| Individual femenino - 3.ª ronda  | Marion Bartoli [15]                                                 | Camila Giorgi                                                       | 6-4, 7-5                        |
| Individual masculino - 3.ª ronda | Ernests Gulbis vs Fernando Verdasco                                 | Ernests Gulbis vs Fernando Verdasco                                 | Cancelado                       |
| Dobles masculino - 2.ª ronda     | Andre Begemann y Martin Emmrich vs Treat Huey y Dominic Inglot [16] | Andre Begemann y Martin Emmrich vs Treat Huey y Dominic Inglot [16] | Cancelado                       |

### Día 6 (29 de junio)
- Cabezas de serie eliminados:
  - Individual masculino:  Nishikori Kei [12],  Juan Mónaco [22],  Benoît Paire [25],  Richard Gasquet [9],  Kevin Anderson [27],  Jérémy Chardy [28],  Aleksandr Dolgopolov [26]
  - Individual femenino:  Yekaterina Makárova [25],  Dominika Cibulková [18],  Samantha Stosur [14],  Klára Zakopalová [32]
- Orden de juego

| Partidos en canchas principales  | Partidos en canchas principales           | Partidos en canchas principales | Partidos en canchas principales   |
| Partidos en la Cancha Principal  | Partidos en la Cancha Principal           | Partidos en la Cancha Principal | Partidos en la Cancha Principal   |
| Evento                           | Ganador                                   | Perdedor                        | Resultado                         |
| -------------------------------- | ----------------------------------------- | ------------------------------- | --------------------------------- |
| Individual masculino - 3.ª ronda | Bernard Tomic                             | Richard Gasquet [9]             | 7–6(9–7), 5–7, 7–5, 7–6(7–5)      |
| Individual femenino - 3.ª ronda  | Sabine Lisicki [23]                       | Samantha Stosur [14]            | 4–6, 6–2, 6–1                     |
| Individual masculino - 3.ª ronda | Novak Đoković [1]                         | Jérémy Chardy [28]              | 6–3, 6–2                          |
| Individual femenino - 3.ª ronda  | Serena Williams [1]                       | Kimiko Date-Krumm               | 6–2, 6–0                          |
| Partidos en la Cancha No. 1      |                                           |                                 |                                   |
| Evento                           | Ganador                                   | Perdedor                        | Resultado                         |
| Individual femenino - 3.ª ronda  | Petra Kvitová [8]                         | Yekaterina Makárova [25]        | 6–3, 2–6, 6–3                     |
| Individual masculino - 3.ª ronda | Tomáš Berdych [7]                         | Kevin Anderson [27]             | 3–6, 6–3, 6–4, 7–5                |
| Individual masculino - 3.ª ronda | David Ferrer [4]                          | Aleksandr Dolgopolov [26]       | 6–7(6–8), 7–6(7–2), 2–6, 6–1, 6–2 |
| Partidos en la Cancha No. 2      |                                           |                                 |                                   |
| Evento                           | Ganador                                   | Perdedor                        | Resultado                         |
| Individual masculino - 3.ª ronda | Mijaíl Yuzhny [20]                        | Viktor Troicki                  | 6–3, 6–4, 7–5                     |
| Individual femenino - 3.ª ronda  | Laura Robson                              | Marina Erakovic                 | 1–6, 7–5, 6–3                     |
| Individual masculino - 3.ª ronda | Tommy Haas [13]                           | Feliciano López                 | 4–6, 6–2, 7–5, 6–4                |
| Dobles femenino - 2.ª ronda      | Anna-Lena Grönefeld [7] Květa Peschke [7] | Lisa Raymond Laura Robson       | 6–4, 6–4                          |

### Middle Sunday (30 de junio)
Siguiendo la tradición, este es un día de descanso, sin partidos.

### Día 7 (1 de julio)
- Cabezas de serie eliminados:
  - Individual masculino:  Andreas Seppi [23],  Mijaíl Yuzhny [20],  Tommy Haas [13]
  - Individual femenino:  Roberta Vinci [11],  Serena Williams [1],  Carla Suárez [19]
  - Dobles masculino:  Alexander Peya /  Bruno Soares [3],  Aisam-ul-Haq Qureshi /  Jean-Julien Rojer [5],  Colin Fleming /  Jonathan Marray [9],  Łukasz Kubot /  Marcin Matkowski [15],  Treat Conrad Huey /  Dominic Inglot [16],  Max Mirnyi /  Horia Tecău [7],  Michaël Llodra /  Nicolas Mahut [13]
  - Dobles femenino:  Yekaterina Makárova /  Yelena Vesniná [4],  Raquel Kops-Jones /  Abigail Spears [5],  Vania King /  Zheng Jie [13],  Liezel Huber /  Sania Mirza [6]
  - Dobles mixto:
- Orden de juego

| Partidos en canchas principales  | Partidos en canchas principales | Partidos en canchas principales     | Partidos en canchas principales |
| Partidos en la Cancha Principal  | Partidos en la Cancha Principal | Partidos en la Cancha Principal     | Partidos en la Cancha Principal |
| Evento                           | Ganador                         | Perdedor                            | Resultado                       |
| -------------------------------- | ------------------------------- | ----------------------------------- | ------------------------------- |
| Individual femenino - 4.ª ronda  | Sabine Lisicki [23]             | Serena Williams [1]                 | 6–2, 1–6, 6–4                   |
| Individual masculino - 4.ª ronda | Andy Murray [2]                 | Mijaíl Yuzhny [20]                  | 6-4, 7-6(7-5), 6-1              |
| Individual masculino - 4.ª ronda | Novak Đoković [1]               | Tommy Haas [13]                     | 6–1, 6–4, 7–6(7–2)              |
| Partidos en la Cancha No. 1      |                                 |                                     |                                 |
| Evento                           | Ganador                         | Perdedor                            | Resultado                       |
| Individual femenino - 4.ª ronda  | Kaia Kanepi                     | Laura Robson                        | 7–6(8–6), 7–5                   |
| Individual masculino - 4.ª ronda | Juan Martín del Potro [8]       | Andreas Seppi [23]                  | 6–4, 7–6(7–2), 6–3              |
| Individual masculino - 4.ª ronda | Tomáš Berdych [7]               | Bernard Tomic                       | 7–6(7–4), 6–7(5–7), 6–4, 6–4    |
| Partidos en la Cancha No. 2      |                                 |                                     |                                 |
| Evento                           | Ganador                         | Perdedor                            | Resultado                       |
| Individual masculino - 4.ª ronda | David Ferrer [4]                | Ivan Dodig                          | 6–7(3–7), 7–6(8–6), 6–1, 6–1    |
| Individual femenino - 4.ª ronda  | Agnieszka Radwańska [4]         | Tsvetana Pironkova                  | 4–6, 6–3, 6–3                   |
| Dobles masculino - 3.ª ronda     | Bob Bryan [1] Mike Bryan [1]    | Treat Huey [16] Dominic Inglot [16] | 7–5, 6–3, 7–6(7–3)              |

### Día 8 (2 de julio)
- Cabezas de serie eliminados:
  - Individual femenino:  Li Na [6],  Petra Kvitová [8],  Sloane Stephens [17]
  - Dobles masculino:  Robert Lindstedt /  Daniel Nestor [6],  Mahesh Bhupathi /  Julian Knowle [8],  Julien Benneteau /  Nenad Zimonjić [11]
  - Dobles femenino:  Sara Errani /  Roberta Vinci [1]
  - Dobles mixto:  Max Mirnyi /  Andrea Hlaváčková [4],  Treat Conrad Huey /  Raquel Kops-Jones [9],  Leander Paes /  Zheng Saisai [15],  Ivan Dodig /  Marina Erakovic [16]
- Orden de juego

| Partidos en canchas principales        | Partidos en canchas principales                | Partidos en canchas principales        | Partidos en canchas principales        |
| Partidos en la Cancha Principal        | Partidos en la Cancha Principal                | Partidos en la Cancha Principal        | Partidos en la Cancha Principal        |
| Evento                                 | Ganador                                        | Perdedor                               | Resultado                              |
| -------------------------------------- | ---------------------------------------------- | -------------------------------------- | -------------------------------------- |
| Individual femenino - Cuartos de final | Agnieszka Radwańska [4]                        | Li Na [6]                              | 7–6(7–5), 4–6, 6–2                     |
| Individual femenino - Cuartos de final | Kirsten Flipkens [20]                          | Petra Kvitová [8]                      | 4–6, 6–3, 6–4                          |
| Dobles masculinos (invitados)          | Greg Rusedski Fabrice Santoro                  | Jonas Björkman Todd Woodbridge         | 6–3, 7–6(7–4)                          |
| Partidos en la Cancha No. 1            |                                                |                                        |                                        |
| Evento                                 | Ganador                                        | Perdedor                               | Resultado                              |
| Individual femenino - Cuartos de final | Sabine Lisicki [23]                            | Kaia Kanepi                            | 6–3, 6–3                               |
| Individual femenino - Cuartos de final | Marion Bartoli [15]                            | Sloane Stephens [17]                   | 6–4, 7–5                               |
| Dobles masculinos (invitados)          | John McEnroe Patrick McEnroe                   | Peter McNamara Paul McNamee            | 6–1, 6–2                               |
| Partidos en la Cancha No. 2            |                                                |                                        |                                        |
| Evento                                 | Ganador                                        | Perdedor                               | Resultado                              |
| Dobles masculino — Cuartos de final    | Rohan Bopanna [14] Édouard Roger-Vasselin [14] | Robert Lindstedt [6] Daniel Nestor [6] | 7–5, 7–6(7–3), 6–7(4–7), 6–7(3–7), 6–2 |
| Dobles mixto — 2.ª ronda               | Bruno Soares [1] Lisa Raymond [1]              | Filip Polášek Janette Husárová         | 6–2, 6–3                               |
| Dobles masculinos (invitados)          | Jeremy Bates Anders Järryd                     | Mansour Bahrami Henri Leconte          | 6–1, 6–2                               |

### Día 9 (3 de julio)
- Cabezas de serie eliminados:
  - Individual masculino:  David Ferrer [4],  Tomáš Berdych [7]
  - Dobles femenino:  Andrea Hlaváčková /  Lucie Hradecká [2],  Nadia Petrova /  Katarina Srebotnik [3],  Julia Görges /  Barbora Záhlavová-Strýcová [16]
  - Dobles mixto:  Alexander Peya /  Anna-Lena Grönefeld [5],  Marcelo Melo /  Liezel Huber [6],  Aisam-ul-Haq Qureshi /  Cara Black [10],  Scott Lipsky /  Casey Dellacqua [13],  David Marrero /  Kimiko Date-Krumm [14]
- Orden de juego

| Partidos en canchas principales         | Partidos en canchas principales           | Partidos en canchas principales          | Partidos en canchas principales |
| Partidos en la Cancha Principal         | Partidos en la Cancha Principal           | Partidos en la Cancha Principal          | Partidos en la Cancha Principal |
| Evento                                  | Ganador                                   | Perdedor                                 | Resultado                       |
| --------------------------------------- | ----------------------------------------- | ---------------------------------------- | ------------------------------- |
| Individual masculino - Cuartos de final | Juan Martín del Potro [8]                 | David Ferrer [4]                         | 6–2, 6–4, 7–6(7–5)              |
| Individual masculino - Cuartos de final | Andy Murray [2]                           | Fernando Verdasco                        | 4–6, 3–6, 6–1, 6–4, 7–5         |
| Partidos en la Cancha No. 1             |                                           |                                          |                                 |
| Evento                                  | Ganador                                   | Perdedor                                 | Resultado                       |
| Individual masculino - Cuartos de final | Novak Djokovic [1]                        | Tomáš Berdych [7]                        | 7–6(7–5), 6–4, 6–3              |
| Individual masculino - Cuartos de final | Jerzy Janowicz [24]                       | Łukasz Kubot                             | 7–5, 6–4, 6–4                   |
| Dobles masculino (invitados)            | Greg Rusedski Fabrice Santoro             | Justin Gimelstob Todd Martin             | 6–1, 4–6, [12–10]               |
| Partidos en la Cancha No. 2             |                                           |                                          |                                 |
| Evento                                  | Ganador                                   | Perdedor                                 | Resultado                       |
| Dobles femenino - Cuartos de final      | Hsieh Su-wei [8] Peng Shuai [8]           | Jelena Janković Mirjana Lucic-Baroni     | 6–4, 7–5                        |
| Dobles femenino - Cuartos de final      | Ashleigh Barty [12] Casey Dellacqua [12]  | Andrea Hlaváčková [2] Lucie Hradecká [2] | 2–6, 6–2, 6–4                   |
| Dobles mixto - 3.ª ronda                | Bruno Soares [1] Lisa Raymond [1]         | Frederik Nielsen Sofia Arvidsson         | 6–3, 6–4                        |
| Dobles mixto - 3.ª ronda                | Nenad Zimonjic [3] Katarina Srebotnik [3] | Scott Lipsky [13] Casey Dellacqua [13]   | 6–2, 6–7(3–7), 6–2              |
| Dobles femenino (invitadas)             | Rennae Stubbs Andrea Temesvári            | Conchita Martínez Nathalie Tauziat       | 6–4, 6–3                        |

### Día 10 (4 de julio)
- Cabezas de serie eliminados:
  - Individual femenino:  Agnieszka Radwańska [4],  Kirsten Flipkens [20]
  - Dobles masculino:  Leander Paes /  Radek Štěpánek [4],  Rohan Bopanna /  Édouard Roger-Vasselin [14]
  - Dobles mixto:  Horia Tecău /  Sania Mirza [2],  Rohan Bopanna /  Zheng Jie [7],  Marcin Matkowski /  Květa Peschke [11]
- Orden de juego

| Partidos en canchas principales      | Partidos en canchas principales           | Partidos en canchas principales                | Partidos en canchas principales |
| Partidos en la Cancha Principal      | Partidos en la Cancha Principal           | Partidos en la Cancha Principal                | Partidos en la Cancha Principal |
| Evento                               | Ganador                                   | Perdedor                                       | Resultado                       |
| ------------------------------------ | ----------------------------------------- | ---------------------------------------------- | ------------------------------- |
| Individual femenino - Semifinal      | Marion Bartoli [15]                       | Kirsten Flipkens [20]                          | 6–1, 6–2                        |
| Individual femenino - Semifinal      | Sabine Lisicki [23]                       | Agnieszka Radwańska [4]                        | 6–4, 2–6, 9–7                   |
| Dobles masculino (invitados)         | Jonas Björkman Todd Woodbridge            | Richard Krajicek Mark Petchey                  | 7–6(7–1), 6–2                   |
| Dobles mayores masculino (invitados) | Jeremy Bates Anders Järryd                | John McEnroe Patrick McEnroe                   | 7–5, 5–7, [10–7]                |
| Partidos en la Cancha No. 1          |                                           |                                                |                                 |
| Evento                               | Ganador                                   | Perdedor                                       | Resultado                       |
| Dobles masculino - Semifinal         | Bob Bryan [1] Mike Bryan [1]              | Rohan Bopanna [14] Édouard Roger-Vasselin [14] | 6–7(4–7), 6–4, 6–3, 5–7, 6–3    |
| Dobles mixto - Cuartos de final      | Daniel Nestor [8] Kristina Mladenovic [8] | Horia Tecău [2] Sania Mirza [2]                | 7–6(7–5), 7–6(7–5)              |
| Dobles mixto - Cuartos de final      | Jean-Julien Rojer Vera Dushevina          | Rohan Bopanna [7] Zheng Jie [7]                | 6–3, 3–6, 6–3                   |
| Partidos en la Cancha No. 2          |                                           |                                                |                                 |
| Evento                               | Ganador                                   | Perdedor                                       | Resultado                       |
| Dobles mixto - Cuartos de final      | Nenad Zimonjić [3] Katarina Srebotnik [3] | Marcin Matkowski [11] Květa Peschke [11]       | 7–6(12–10), 6–7(6–8), 6–4       |
| Dobles masculino - Semifinal         | Ivan Dodig [12] Marcelo Melo [12]         | Leander Paes [4] Radek Štěpánek [4]            | 3–6, 6–4, 6–1, 3–6, 6–3         |
| Dobles mixto - Cuartos de final      | Bruno Soares [1] Lisa Raymond [1]         | John Peers Ashleigh Barty                      | 7–6(8–6), 7–6(7–4)              |
| Dobles mayores masculino (invitados) | Pat Cash Mark Woodforde                   | Joakim Nyström Mikael Pernfors                 | 6–2, retiro                     |

### Día 11 (5 de julio)
- Cabezas de serie eliminados:
  - Individual masculino:  Juan Martín del Potro [8],  Jerzy Janowicz [24]
  - Dobles femenino:  Anna-Lena Grönefeld /  Květa Peschke [7]
  - Dobles mixto:  Nenad Zimonjić /  Katarina Srebotnik [3]
- Orden de juego

| Partidos en canchas principales      | Partidos en canchas principales          | Partidos en canchas principales           | Partidos en canchas principales   |
| Partidos en la Cancha Principal      | Partidos en la Cancha Principal          | Partidos en la Cancha Principal           | Partidos en la Cancha Principal   |
| Evento                               | Ganador                                  | Perdedor                                  | Resultado                         |
| ------------------------------------ | ---------------------------------------- | ----------------------------------------- | --------------------------------- |
| Individual masculino - Semifinal     | Novak Djokovic [1]                       | Juan Martín del Potro [8]                 | 7–5, 4–6, 7–6(7–2), 6–7(6–8), 6–3 |
| Individual masculino - Semifinal     | Andy Murray [2]                          | Jerzy Janowicz [24]                       | 6–7(2–7), 6–4, 6–4, 6–3           |
| Partidos en la Cancha No. 1          |                                          |                                           |                                   |
| Evento                               | Ganador                                  | Perdedor                                  | Resultado                         |
| Dobles femenino - Semifinal          | Ashleigh Barty [12] Casey Dellacqua [12] | Anna-Lena Grönefeld [7] Květa Peschke [7] | 7–6(8–6), 6–2                     |
| Dobles femenino - Semifinal          | Hsieh Su-wei [8] Peng Shuai [8]          | Shuko Aoyama Chanelle Scheepers           | 6–4, 6–3                          |
| Dobles mixto - Semifinal             | Bruno Soares [1] Lisa Raymond [1]        | Jean-Julien Rojer Vera Dushevina          | 6–4, 6–4                          |
| Dobles masculino (invitados)         | Greg Rusedski Fabrice Santoro            | Richard Krajicek Mark Petchey             | Retiro                            |
| Dobles mayores masculino (invitados) | Jeremy Bates Anders Järryd               | Peter McNamara Paul McNamee               | 6–4, 6–2                          |

### Día 12 (6 de julio)
- Cabezas de serie eliminados:
  - Individual femenino:  Sabine Lisicki [23]
  - Dobles masculino::  Ivan Dodig /  Marcelo Melo [12]
  - Dobles femenino:  Ashleigh Barty /  Casey Dellacqua [12]
- Orden de juego

| Partidos en canchas principales     | Partidos en canchas principales  | Partidos en canchas principales              | Partidos en canchas principales |
| Partidos en la Cancha Principal     | Partidos en la Cancha Principal  | Partidos en la Cancha Principal              | Partidos en la Cancha Principal |
| Evento                              | Ganador                          | Perdedor                                     | Resultado                       |
| ----------------------------------- | -------------------------------- | -------------------------------------------- | ------------------------------- |
| Individual femenino - Final         | Marion Bartoli [15]              | Sabine Lisicki [23]                          | 6–1, 6–4                        |
| Dobles masculino - Final            | Bob Bryan [1] Mike Bryan [1]     | Ivan Dodig [12] Marcelo Melo [12]            | 3–6, 6–3, 6–4, 6–4              |
| Dobles femenino - Final             | Hsieh Su-wei [8] Peng Shuai [8]  | Ashleigh Barty [12] Casey Dellacqua [12]     | 7–6(7–1), 6–1                   |
| Partidos en la Cancha No. 1         |                                  |                                              |                                 |
| Evento                              | Ganador                          | Perdedor                                     | Resultado                       |
| Individual femenino júnior - Final  | Belinda Bencic [1]               | Taylor Townsend [5]                          | 4–6, 6–1, 6–4                   |
| Dobles masculino (invitados)        | Barry Cowan Cédric Pioline       | Wayne Ferreira Chris Wilkinson               | 6–4, 6–2                        |
| Dobles masculino júnior - Semifinal | Enzo Couacaud Stefano Napolitano | Kyle Edmund [1] Frederico Ferreira Silva [1] | 6–4, 7–6(9–7)                   |
| Dobles masculino (invitados)        | Justin Gimelstob Todd Martin     | Jonas Björkman Todd Woodbridge               | 3–6, 6–2, [12–10]               |

### Día 13 (7 de julio)
- Cabezas de serie eliminados:
  - Individual masculino:  Novak Djokovic [1]
  - Dobles mixto:  Bruno Soares /  Lisa Raymond [1]
- Orden de juego

| Partidos en canchas principales              | Partidos en canchas principales           | Partidos en canchas principales   | Partidos en canchas principales |
| Partidos en la Cancha Principal              | Partidos en la Cancha Principal           | Partidos en la Cancha Principal   | Partidos en la Cancha Principal |
| Evento                                       | Ganador                                   | Perdedor                          | Resultado                       |
| -------------------------------------------- | ----------------------------------------- | --------------------------------- | ------------------------------- |
| Individual masculino - Final                 | Andy Murray [2]                           | Novak Djokovic [1]                | 6–4, 7–5, 6–4                   |
| Dobles mixto - Final                         | Daniel Nestor [8] Kristina Mladenovic [8] | Bruno Soares [1] Lisa Raymond [1] | 5–7, 6–2, 8–6                   |
| Partidos en la Cancha No. 1                  |                                           |                                   |                                 |
| Evento                                       | Ganador                                   | Perdedor                          | Resultado                       |
| Individual masculino júnior - Final          | Gianluigi Quinzi [6]                      | Hyeon Chung                       | 7–5, 7–6(7–2)                   |
| Dobles mayores masculino (invitados) - Final | Pat Cash Mark Woodforde                   | Jeremy Bates Anders Järryd        | 6–3, 6–3                        |
| Dobles femenino (invitados) - Final          | Lindsay Davenport Martina Hingis          | Jana Novotná Barbara Schett       | 6–2, 6–2                        |
| Dobles masculino (invitados) - Final         | Thomas Enqvist Mark Philippoussis         | Greg Rusedski Fabrice Santoro     | 7–6(8–6), 6–3                   |

## Cabezas de serie
El ranking está realizado sobre la base de las posiciones que mantenían los jugadores a fecha del 17 de junio del 2013 y los puntos ganados desde el 24 de junio del 2013.

### Cuadro individual masculino
| Cabeza de serie | Ranking | Jugador               | Puntos | Puntos que defender | Puntos ganados | Nuevos puntos | Ronda hasta la que avanzó en el torneo                   |
| --------------- | ------- | --------------------- | ------ | ------------------- | -------------- | ------------- | -------------------------------------------------------- |
| 1               | 1       | Novak Đoković         | 11 830 | 720                 | 1200           | 12 310        | Final derrotado por Andy Murray [2]                      |
| 2               | 2       | Andy Murray           | 8560   | 1200                | 2000           | 9360          | Campeón venció a Novak Đoković [1]                       |
| 3               | 3       | Roger Federer         | 7740   | 2000                | 45             | 5785          | Segunda ronda derrotado por Sergiy Stajovski             |
| 4               | 4       | David Ferrer          | 7220   | 360                 | 360            | 7220          | Cuartos de final derrotado por Juan Martín del Potro [8] |
| 5               | 5       | Rafael Nadal          | 6895   | 45                  | 10             | 6860          | Primera ronda derrotado por Steve Darcis                 |
| 6               | 7       | Jo-Wilfried Tsonga    | 4155   | 720                 | 45             | 3480          | Segunda ronda retiro ante Ernests Gulbis                 |
| 7               | 6       | Tomáš Berdych         | 4515   | 10                  | 360            | 4865          | Cuartos de final derrotado por Novak Đoković [1]         |
| 8               | 8       | Juan Martín del Potro | 3960   | 180                 | 720            | 4500          | Semifinal derrotado por Novak Đoković [1]                |
| 9               | 9       | Richard Gasquet       | 3135   | 180                 | 90             | 3045          | Tercera ronda derrotado por Bernard Tomic                |
| 10              | 12      | Marin Čilić           | 2470   | 180                 | 45             | 2335          | Segunda ronda retiro ante Kenny de Schepper              |
| 11              | 10      | Stanislas Wawrinka    | 2915   | 10                  | 10             | 2915          | Primera ronda derrotado por Lleyton Hewitt               |
| 12              | 11      | Nishikori Kei         | 2495   | 90                  | 90             | 2495          | Tercera ronda derrotado por Andreas Seppi [23]           |
| 13              | 13      | Tommy Haas            | 2425   | 0                   | 180            | 2605          | Cuarta ronda derrotado por Novak Đoković [1]             |
| 14              | 14      | Janko Tipsarević      | 2390   | 90                  | 10             | 2310          | Primera ronda derrotado por Viktor Troicki               |
| 15              | 16      | Nicolás Almagro       | 2195   | 90                  | 90             | 2195          | Tercera ronda derrotado por Jerzy Janowicz [24]          |
| 16              | 18      | Philipp Kohlschreiber | 1885   | 360                 | 10             | 1535          | Primera ronda retiro ante Ivan Dodig                     |
| 17              | 15      | Milos Raonic          | 2225   | 45                  | 45             | 2225          | Segunda ronda derrotado por Igor Sijsling                |
| 18              | 21      | John Isner            | 1735   | 10                  | 45             | 1770          | Segunda ronda retiro ante Adrian Mannarino               |
| 19              | 17      | Gilles Simon          | 2090   | 45                  | 10             | 2055          | Primera ronda derrotado por Feliciano López              |
| 20              | 28      | Mijaíl Yuzhny         | 1415   | 360                 | 180            | 1235          | Cuarta ronda derrotado por Andy Murray [2]               |
| 21              | 19      | Sam Querrey           | 1810   | 90                  | 10             | 1730          | Primera ronda derrotado por Bernard Tomic                |
| 22              | 20      | Juan Mónaco           | 1740   | 90                  | 90             | 1740          | Tercera ronda derrotado por Kenny de Schepper            |
| 23              | 26      | Andreas Seppi         | 1380   | 10                  | 180            | 1550          | Cuarta ronda derrotado por Juan Martín del Potro [8]     |
| 24              | 22      | Jerzy Janowicz        | 1549   | 115                 | 720            | 2154          | Semifinal derrotado por Andy Murray [2]                  |
| 25              | 25      | Benoît Paire          | 1450   | 90                  | 90             | 1380          | Tercera ronda derrotado por Łukasz Kubot                 |
| 26              | 24      | Alexandr Dolgopolov   | 1500   | 45                  | 90             | 1545          | Tercera ronda derrotado por David Ferrer [4]             |
| 27              | 23      | Kevin Anderson        | 1510   | 10                  | 90             | 1590          | Tercera ronda derrotado por Tomáš Berdych [7]            |
| 28              | 27      | Jérémy Chardy         | 1441   | 45                  | 90             | 1486          | Tercera ronda derrotado por Novak Đoković [1]            |
| 29              | 31      | Grigor Dimitrov       | 1330   | 45                  | 45             | 1330          | Segunda ronda derrotado por Grega Žemlja                 |
| 30              | 30      | Fabio Fognini         | 1345   | 45                  | 10             | 1310          | Primera ronda derrotado por Jürgen Melzer                |
| 31              | 32      | Julien Benneteau      | 1200   | 90                  | 45             | 1155          | Segunda ronda derrotado por Fernando Verdasco            |
| 32              | 29      | Tommy Robredo         | 1355   | (80)                | 90             | 1365          | Tercera ronda derrotado por Andy Murray [2]              |

#### Bajas masculinas notables
| Ra. | Jugador               | Puntos | Puntos que defender | Puntos ganados | Nuevos puntos | Motivo                  |
| --- | --------------------- | ------ | ------------------- | -------------- | ------------- | ----------------------- |
| 21  | John Isner            | 1735   | 10                  | 45             | 1770          | Lesión en la rodilla    |
| 7   | Jo-Wilfried Tsonga    | 4155   | 720                 | 45             | 3480          | Problemas en la rodilla |
| 12  | Marin Čilić           | 2470   | 180                 | 45             | 2335          | Lesión en la rodilla    |
| 18  | Philipp Kohlschreiber | 1885   | 360                 | 10             | 1535          | Cansancio               |

### Cuadro individual femenino
| Cabeza de serie | Ranking | Jugadora                 | Puntos | Puntos que defender | Puntos ganados | Nuevos puntos | Ronda hasta la que avanzó en el torneo               |
| --------------- | ------- | ------------------------ | ------ | ------------------- | -------------- | ------------- | ---------------------------------------------------- |
| 1               | 1       | Serena Williams          | 13 615 | 2000                | 280            | 11 895        | Cuarta ronda derrotada por Sabine Lisicki [23]       |
| 2               | 2       | Victoria Azarenka        | 9625   | 900                 | 100            | 8825          | Segunda ronda retiro ante Flavia Pennetta            |
| 3               | 3       | María Sharápova          | 9415   | 280                 | 100            | 9235          | Segunda ronda derrotada por M. Larcher de Brito (Q)  |
| 4               | 4       | Agnieszka Radwańska      | 6465   | 1400                | 900            | 5965          | Semifinal derrotada por Sabine Lisicki [23]          |
| 5               | 5       | Sara Errani              | 5335   | 160                 | 5              | 5180          | Primera ronda derrotada por Mónica Puig              |
| 6               | 6       | Li Na                    | 5155   | 100                 | 500            | 5555          | Cuartos de final derrotada por A. Radwańska [4]      |
| 7               | 7       | Angelique Kerber         | 4770   | 900                 | 100            | 3970          | Segunda ronda derrotada por Kaia Kanepi              |
| 8               | 8       | Petra Kvitová            | 4435   | 500                 | 500            | 4435          | Cuartos de final derrotada por Kirsten Flipkens [20] |
| 9               | 9       | Caroline Wozniacki       | 3765   | 5                   | 100            | 3860          | Segunda ronda derrotada por P. Cetkovská (Q)         |
| 10              | 10      | María Kirilenko          | 3556   | 500                 | 5              | 3061          | Primera ronda derrotada por Laura Robson             |
| 11              | 11      | Roberta Vinci            | 3060   | 280                 | 280            | 3060          | Cuarta ronda derrotada por Li Na                     |
| 12              | 12      | Ana Ivanović             | 2920   | 280                 | 100            | 2740          | Segunda ronda derrotada por Eugenie Bouchard         |
| 13              | 13      | Nadezhda Petrova         | 2660   | 160                 | 5              | 2505          | Primera ronda derrotada por Karolína Plíšková        |
| 14              | 14      | Samantha Stosur          | 2905   | 100                 | 160            | 2965          | Tercera ronda derrotada por Sabine Lisicki [23]      |
| 15              | 15      | Marion Bartoli           | 2775   | 100                 | 2000           | 4675          | Campeona venció a Sabine Lisicki [23]                |
| 16              | 16      | Jelena Janković          | 2830   | 5                   | 100            | 2925          | Segunda ronda derrotada por Vesna Dolonc             |
| 17              | 17      | Sloane Stephens          | 2530   | 160                 | 500            | 2870          | Cuartos de final derrotada por Marion Bartoli [15]   |
| 18              | 18      | Dominika Cibulková       | 2140   | 5                   | 160            | 2295          | Tercera ronda derrotada por Roberta Vinci [11]       |
| 19              | 19      | Carla Suárez             | 2225   | 5                   | 280            | 2440          | Cuarta ronda derrotada por Petra Kvitová [8]         |
| 20              | 20      | Kirsten Flipkens         | 2048   | 0                   | 900            | 2948          | Semifinal derrotada por Marion Bartoli [15]          |
| 21              | 21      | Anastasia Pavliuchénkova | 1900   | 100                 | 5              | 1805          | Primera ronda derrotada por Tsvetana Pironkova       |
| 22              | 22      | Sorana Cîrstea           | 1760   | 160                 | 100            | 1605          | Segunda ronda derrotada por Camila Giorgi            |
| 23              | 23      | Sabine Lisicki           | 1750   | 500                 | 1400           | 2650          | Final derrotada por Marion Bartoli [15]              |
| 24              | 24      | Peng Shuai               | 1685   | 280                 | 100            | 1505          | Segunda ronda derrotada por Marina Erakovic          |
| 25              | 25      | Yekaterina Makárova      | 1682   | 100                 | 160            | 1742          | Tercera ronda derrotada por Petra Kvitová [8]        |
| 26              | 27      | Varvara Lepchenko        | 1566   | 160                 | 5              | 1411          | Primera ronda derrotada por Eva Birnerová (Q)        |
| 27              | 28      | Lucie Šafářová           | 1560   | 5                   | 100            | 1655          | Segunda ronda derrotada por Karin Knapp              |
| 28              | 29      | Tamira Paszek            | 1083   | 500                 | 10             | 588           | Primera ronda derrotada por Alexandra Cadanțu        |
| 29              | 30      | Alizé Cornet             | 1545   | 100                 | 160            | 1605          | Tercera ronda derrotada por Flavia Pennetta          |
| 30              | 31      | Mona Barthel             | 1500   | 5                   | 100            | 1595          | Segunda ronda derrotada por Madison Keys             |
| 31              | 32      | Romina Oprandi           | 1490   | 100                 | 5              | 1395          | Primera ronda retiro ante Alison Riske (WC)          |
| 32              | 33      | Klára Zakopalová         | 1470   | 160                 | 160            | 1470          | Tercera ronda derrotada por Li Na [6]                |

#### Bajas femeninas notables
| Ra. | Jugadora            | Puntos | Puntos que defender | Puntos ganados | Nuevos puntos | Motivo                      |
| --- | ------------------- | ------ | ------------------- | -------------- | ------------- | --------------------------- |
| 26  | Svetlana Kuznetsova | 1662   | 5                   | 0              | 1657          | Lesión abdominal            |
| 32  | Romina Oprandi      | 1490   | 100                 | 5              | 1395          | Lesión en la muñeca derecha |
| 2   | Victoria Azarenka   | 9625   | 900                 | 100            | 8825          | Lesión en la rodilla        |

## Campeones defensores
| Modalidad                   | Campeón 2012                     | Campeón 2013                          |
| Individual masculino        | Roger Federer                    | Andy Murray                           |
| Individual femenino         | Serena Williams                  | Marion Bartoli                        |
| Dobles masculino            | Jonathan Marray Frederik Nielsen | Bob Bryan Mike Bryan                  |
| Dobles femenino             | Serena Williams Venus Williams   | Su-Wei Hsieh Shuai Peng               |
| Dobles mixto                | Mike Bryan Lisa Raymond          | Daniel Nestor Kristina Mladenovic     |
| Individual junior masculino | Filip Peliwo                     | Gianluigi Quinzi                      |
| Individual junior femenino  | Eugenie Bouchard                 | Belinda Bencic                        |
| Dobles junior masculino     | Andrew Harris Nick Kyrgios       | Thanasi Kokkinakis Nick Kyrgios       |
| Dobles junior femenino      | Eugenie Bouchard Taylor Townsend | Barbora Krejčíková Kateřina Siniaková |

## Invitados
| - Matthew Ebden - Kyle Edmund - Steve Johnson - Nicolas Mahut - Vasek Pospisil - James Ward | - Elena Baltacha - Lucie Hradecká - Anne Keothavong - Johanna Konta - Tara Moore - Samantha Murray - Andrea Petkovic - Alison Riske |

| - Jamie Baker / Kyle Edmund - Lleyton Hewitt / Mark Knowles - David Rice / Sean Thornley | - Anne Keothavong / Johanna Konta - Tara Moore / Melanie South - Samantha Murray / Jade Windley - Shahar Pe'er / Yan Zi - Nicola Slater / Lisa Whybourn |

| Dobles mixtos |

## Clasificación
| 1. Stéphane Robert 2. Bastian Knittel 3. Julian Reister 4. Wayne Odesnik 5. Dustin Brown 6. Denis Kudla 7. Jan-Lennard Struff 8. Matt Reid 9. Jimmy Wang 10. James Duckworth 11. Michał Przysiężny 12. Bobby Reynolds 13. Go Soeda 14. Alex Kuznetsov 15. Marc Gicquel 16. Teimuraz Gabashvili | 1. Carina Witthöft 2. Galina Voskoboeva 3. Caroline Garcia 4. Petra Cetkovská 5. Ajla Tomljanović 6. Maria Elena Camerin 7. Yvonne Meusburger 8. Virginie Razzano 9. Eva Birnerová 10. Barbora Záhlavová-Strýcová 11. Mariana Duque-Mariño 12. Michelle Larcher de Brito Perdedora afortunada 1. Vania King 2. Anna Karolína Schmiedlová |

| 1. Jesse Levine / Vasek Pospisil 2. Samuel Groth / Chris Guccione 3. Dominik Meffert / Philipp Oswald 4. Purav Raja / Divij Sharan Lucky losers 1. Dustin Brown / Rameez Junaid 2. Steve Johnson / Andreas Siljeström 3. Denis Kudla / Tim Smyczek | 1. Stéphanie Foretz Gacon / Eva Hrdinová 2. Maria Irigoyen / Paula Ormaechea 3. Raluca Olaru / Olga Savchuk 4. Valeria Solovyeva / Maryna Zanevska |

## Finales

### Sénior

#### Individual masculino
Andy Murray vence a  Novak Djokovic 6-4, 7-5, 6-4

#### Individual femenino
Marion Bartoli vence a  Sabine Lisicki por 6-1, 6-4

#### Dobles masculino
Bob Bryan /  Mike Bryan vencen a  Ivan Dodig /  Marcelo Melo por 3-6, 6-3, 6-4 y 6-4

#### Dobles femenino
Su-Wei Hsieh /  Shuai Peng vencen a  Ashleigh Barty /  Casey Dellacqua por 7–6(7–1),6–1

#### Dobles mixtos
Daniel Nestor /  Kristina Mladenovic vencen a  Bruno Soares /  Lisa Raymond por 5–7, 6–2, 8–6

### Júnior

#### Individual masculino
Gianluigi Quinzi vence a  Hyeon Chung por 7-5, 7-6(7-2)

#### Individual femenino
Belinda Bencic vence a  Taylor Townsend por 4-6, 6-1, 6-4

#### Dobles masculino
Thanasi Kokkinakis /  Nick Kyrgios vencen a  Enzo Couacaud /  Stefano Napolitano por 6-2, 6-3

#### Dobles femenino
Barbora Krejčíková /  Kateřina Siniaková vencen a  Anhelina Kalinina /  Iryna Shymanovich por 6-3, 6-1

### Leyendas

#### Leyendas mayores masculinas
Pat Cash /  Mark Woodforde vencen a  Jeremy Bates /  Anders Jarryd 6-3 6-3

#### Leyendas femeninas
Lindsay Davenport /  Martina Hingis vencen a  Jana Novotná /  Barbara Schett por 6–2, 6–2

### Leyendas mayores masculinas
Thomas Enqvist /  Mark Philippoussis vencen a  Greg Rusedski /  Fabrice Santoro por 7–6(8–6), 6–3

### Silla de ruedas

#### Dobles masculino
Tom Egberink /  Michael Jeremiasz vencen a  Gordon Reid /  Maikel Scheffers por 6-4 6-4

#### Dobles femenino
Marjolein Buis /  Lucy Shuker vencen a  Sabine Ellerbrock /  Sharon Walraven por 7-5 7-6(8)